# 金万清
金万清（？—？），浙江人，清朝政治人物。进士出身。
金万清曾于咸丰五年七月（1855年）接替毛健任延平府知府一职，咸丰年间（1851年－1861年）由汪达接任。